# 13e Europese Filmprijzen
De 13e uitreiking van de Europese Filmprijzen, waarbij prijzen werden uitgereikt in verschillende categorieën voor Europese films, vond plaats op 2 december 2000 in de Franse hoofdstad Parijs.

## Nominaties en winnaars

### Beste film
- Dancer in the Dark
  - Billy Elliot
  - Chicken Run
  - Le goût des autres
  - Harry un ami qui vous veut du bien
  - Pane e tulipani
  - Trolösa

### Beste acteur
- Sergi López - Harry un ami qui vous veut du bien
  - Stellan Skarsgård - Aberdeen
  - Jamie Bell - Billy Elliot
  - Ingvar Eggert Sigurðsson - Englar alheimsins
  - Bruno Ganz - Pane e tulipani
  - Krzysztof Siwczyk - Wojaczek

### Beste actrice
- Björk - Dancer in the Dark
  - Julie Walters - Billy Elliot
  - Sylvie Testud - La captive
  - Bibiana Beglau - Die Stille nach dem Schuss
  - Lena Endre - Trolösa

### Beste scenario
- Agnès Jaoui & Jean-Pierre Bacri - Le goût des autres
  - Irakli Kvirikadze, Maria Svereva & Nana Džordžadze - 27 Missing Kisses
  - Dominik Moll & Gilles Marchand - Harry un ami qui vous veut du bien
  - Rafael Azcona - La lengua de las mariposas
  - Doriana Leondeff & Silvio Soldini - Pane e tulipani
  - Wolfgang Kohlhaase - Die Stille nach dem Schuss

### Beste cinematografie
- Vittorio Storaro - Goya en Burdeos
  - Yuri Klimenko - Barak
  - Agnès Godard - Beau travail
  - Eric Guichard & Jean-Paul Meurisse - Himalaya
  - Edgar Moura - Jaime
  - Aleksandr Burov - Svadba

### Beste documentaire
- Les glaneurs et la glaneuse
  - Calle 54
  - Goulag
  - Heimspiel
  - One Day in September
  - Ouvrières du monde

### Niet-Europese film
- In the Mood for Love
  - Erin Brockovich
  - Gladiator
  - O Brother, Where Art Thou?
  - Crouching Tiger, Hidden Dragon
  - Yi Yi